# Cameron Grimes
Trevor Lee Caddell (Cameron, 30 de setembro de 1993) mais conhecido pelo nome de ringue Trevor Lee, é um lutador de luta livre profissional estadunidense. Atualmente, ele faz aparições por várias promoções independentes. É mais conhecido por seu tempo na Impact Wrestling e na WWE, onde atuou como Cameron Grimes.
Caddell fez sua estreia no circuito independente em 2009 como Trevor Lee, notavelmente na Pro Wrestling Guerrilla (PWG), onde foi campeão de duplas da PWG ao lado de Andrew Everett. Ele assinou com a Impact Wrestling em 2015, onde permaneceu pelos próximos quatro anos, conquistando o Campeonato da X Division do Impact três vezes e o Campeonato Mundial de Duplas do Impact uma vez com Brian Myers. Após deixar a Impact, Caddell assinou com a WWE e foi designado para a NXT com o nome de Cameron Grimes. Na WWE, ele é um ex-campeão norte-americano da NXT e foi o último campeão Million Dollar. Ele então se juntou à marca SmackDown em 2023 até sua liberação da empresa no ano seguinte.

## Na luta livre profissional
- - Movimentos de finalização
    - Orange Crush (Vertical suplex powerbomb)[2][3]
    - Small Package Driver (Fisherman buster)

  - Signature moves
    - Bridging deadlift German suplex
    - Collision Course (Fallaway moonsault slam)
    - Dropkick
    - Football kick
    - Karelin lift
    - Leaping double foot stomp
    - Small package

  - Managers
    - Gregory Shane Helms

  - Alcunhas
    - "The Carolina Caveman"
    - "The Technical Savage"

  - Temas de entrada
    - "All I Do Is Win" por DJ Khaled feat. Rick Ross, T-Pain, Ludacris and Snoop Dogg, no Circuito Independente.
    - "E.T." por Katy Perry feat. Kanye West, no Circuito Independente; 2011 – presente
    - "Shake It Off" por Taylor Swift, no Circuito Independente; 2014 – presente)
    - "Crazy Shadows" por Dale Oliver, na TNA; (2015 – 2016)
    - "You'll Never Leave Harlan Alive" por Ruby Friedman Orchestra na CWF Mid-Atlantic; 2016 – presente)

## Títulos e prêmios
- All American Wrestling
  - AAW Tag Team Championship (1 vez) – com Andrew Everett
- Carolina Wrestling Federation Mid-Atlantic
  - CWF Mid-Atlantic Heavyweight Championship (1 vez)
  - CWF Mid-Atlantic Rising Generation League Championship (1 vez)
  - CWF Mid-Atlantic Tag Team Championship (1 vez) – com Chet Sterling
  - CWF Mid-Atlantic Television Championship (1 vez)
  - PWI Ultra J Championship (1 vez)
- OMEGA Championship Wrestling
  - OMEGA Heavyweight Championship (1 vez)
- Pro Wrestling Guerrilla
  - PWG World Tag Team Championship (1 vez) – com Andrew Everett
  - DDT4 (2015) – com Andrew Everett
- Pro Wrestling Illustrated
  - PWI colocou-o em 60º dos 500 melhores lutadores na PWI 500 em 2016
- Total Nonstop Action Wrestling
  - TNA X Division Championship (3 vezes)
  - TNA World Tag Team Championship (1 vez) – com Brian Myers